# KFVS TV (телерадиомачта)
Мачта KFVS TV — самое высокое сооружение в мире с 1960 по 1962 год. Находится в Миссури. Высота — 511,1 м.

## Описание
Мачта KFVS TV служит для передачи радио и телевизионного сигнала. Сигнал от мачты обслуживает местности юго-востока Миссури, юг Иллинойса, запад Кентукки и запад Теннесси.

## История
Основателем радиостанции KFVS в 1924 году стал Оскар Хирш — один из пионеров американского радиовещания. 3 октября 1954 года в городе Кейп-Джирардо (штат Миссури) начал вещание телеканал KFVS-TV, что существенно повлияло на информационную и культурную жизнь жителей юго-восточного Миссури, южного Иллинойса и западного Кентукки.

### Техническое развитие и инфраструктура
В 1960 году под руководством Оскара Хирша была завершена установка новой передающей башни в районе Иджипт-Миллс (штат Миссури), расположенной в 13 км к северу от Кейп-Джирардо. На момент ввода в эксплуатацию данное сооружение, высота которого составила 610 метров (2000 футов), являлось самым высоким в мире. Благодаря этой конструкции вещательный сигнал KFVS-TV стал доступен зрителям на территории шести штатов. В настоящее время башня сохраняет статус крупнейшей в регионе и входит в десятку самых высоких сооружений мира.
В 1968 году штаб-квартира KFVS-TV была перенесена из здания радиостанции KZIM в новое 13-этажное здание по адресу Бродвей, 310 в Кейп-Джирардо. Это современное сооружение стало архитектурной доминантой исторического центра города и продолжает выполнять свою функцию.

### Смена собственников и профессиональные достижения
В 1979 году телеканал перешёл под управление AFLAC Broadcast Division (дочерней структуры AFLAC, Inc.). Если на начальном этапе Оскар Хирш заложил основы качественного вещания, то AFLAC обеспечила необходимые ресурсы для укрепления позиций KFVS-TV в регионе. В этот период телеканал был удостоен ряда престижных наград, в том числе:
- Премии «Эмми» и «Тэлли» (за достижения в телевизионном производстве)
- Addys (за качество рекламного контента)
- Награды ассоциаций вещателей Миссури и Иллинойса
- CBS Service to Community Award (за вклад в развитие местных сообществ)
- NAB Service To Children Award (за программы для детской аудитории)
- Griffin Award (за общественно значимую деятельность)

В 1997 году AFLAC продала KFVS-TV и ещё шесть телестанций медиахолдингу Raycom Media (штаб-квартира — Монтгомери, штат Алабама). В настоящее время Raycom Media владеет 35 телевизионными станциями на территории США, что способствует дальнейшему развитию KFVS-TV как части крупной медиасети.

### Ориентация на локальный контент и современные вызовы
Несмотря на изменения в структуре собственности, KFVS-TV сохраняет фокус на локальном вещании. Основу коллектива составляют журналисты и специалисты, проживающие в регионе, что обеспечивает глубокое понимание местной повестки. Руководство телеканала и Raycom Media осознают, что ключевыми факторами успеха в современных медиа являются оперативное освещение местных событий, точные метеорологические прогнозы и качественный развлекательный контент.